# Districtul Hermagor
Districtul Hermagor este o regiune administrativă din Kärnten, Austria.
Hermagor cuprinde 7 comunități între care se află 1 oraș (Hermagor-Pressegger See), două târguri: Kirchbach (Kärnten) și Kötschach-Mauthen și comunele: Dellach (Gailtal), Gitschtal, Lesachtal și Sankt Stefan im Gailtal.

## Localități
- Achleiten, Aigen, Bergl, Braunitzen, Brugg, Burgstall, Danz, Dellach, Egg, Eggforst, Förolach, Fritzendorf, Görtschach, Götzing, Grafenau, Grünburg, Guggenberg, Hermagor, Jenig, Kameritsch, Khünburg, Kleinbergl, Kraschach, Kraß, Kreuth ob Mellweg, Kreuth ob Möschach, Kreuth ob Rattendorf, Kühweg, Kühwegboden, Latschach, Liesch, Mellach, Mellweg, Micheldorf, Mitschig, Möderndorf, Nampolach, Neudorf, Neuprießenegg, Obermöschach, Obervellach, Paßriach, Podlanig, Postran, Potschach, Potschach, Presseggen, Presseggersee, Radnig, Radnigforst, Rattendorf, Schinzengraben, Schlanitzen, Schmidt, Siebenbrünn, Sonnenalpe Naßfeld, Sonnleitn, Süßenberg, Toschehof, Tröpolach, Untermöschach, Untervellach, Watschig, Wittenig, Zuchen.